# Scopula ocellata
Scopula ocellata là một loài bướm đêm trong họ Geometridae.